# پالائولی
پالائولی (به لاتین: Palauli) یک منطقهٔ مسکونی در ساموآ است که در ساموآ واقع شده‌است. پالائولی ۹٬۳۰۰ نفر جمعیت دارد.